# روبرت يانغ توماس
روبرت يانغ توماس الابن (بالإنجليزية: Robert Young Thomas Jr.)‏ (13 يوليو 1855 – 3 سبتمبر 1925) هو سياسي ومحامٍ وصحفي أمريكي، شغل منصب عضو مجلس النواب الأمريكي ممثلًا عن ولاية كنتاكي لعدة دورات ضمن الحزب الديمقراطي.

## النشأة والتعليم
وُلد توماس بالقرب من مدينة راسلڤيل بولاية كنتاكي، وتلقى تعليمه في المدارس العامة. تخرج في كلية بيثيل في راسلڤيل عام 1878.

## الحياة المهنية المبكرة
بعد تخرجه، درس القانون، وتم قبوله في نقابة المحامين عام 1881، حيث بدأ ممارسة المحاماة في مدينة سنترال سيتي، كما عمل في مجال الصحافة. في عامي 1886 و1887، انتُخب عضوًا في مجلس نواب كنتاكي، حيث كان له دور في مناقشة تشريعات محلية وإصلاحات تعليمية.

## المسيرة في الكونغرس
انتُخب توماس لأول مرة لعضوية مجلس النواب الأمريكي عام 1909، واستمر في شغل المقعد حتى وفاته عام 1925، ممثلًا الحزب الديمقراطي عن الدائرة الثالثة في كنتاكي. خلال فترة خدمته، ركّز على قضايا الزراعة والبنية التحتية، ودعم مشاريع تحسين النقل النهري والطرق في ولايته.

## الجدول الزمني
| السنة     | الحدث                                                      |
| --------- | ---------------------------------------------------------- |
| 1855      | ولادته قرب راسلڤيل، كنتاكي.                                |
| 1878      | تخرجه من كلية بيثيل.                                       |
| 1881      | حصوله على رخصة المحاماة وبدء ممارسة المهنة في سنترال سيتي. |
| 1886–1887 | عضويته في مجلس نواب كنتاكي.                                |
| 1909      | انتخابه لعضوية مجلس النواب الأمريكي.                       |
| 1925      | وفاته أثناء شغله منصب عضو الكونغرس.                        |

## الوفاة
توفي روبرت يانغ توماس الابن في 3 سبتمبر 1925 أثناء ولايته في الكونغرس، ودُفن في مقبرة غرينوود في راسلڤيل.